# Union Marche FC
Union Marche Football Club was een Belgische voetbalclub uit Marche-en-Famenne. De club was aangesloten bij de KBVB met stamnummer 476. De club speelde in haar korte geschiedenis één seizoen in de nationale reeksen.

## Geschiedenis
Union Marche FC werd opgericht in 1925. Op 18 maart van datzelfde jaar trad de club toe tot de KBVB. Hierbij kreeg het stamnummer 476.
Vier jaar na haar oprichting trad de club al aan op nationaal niveau. In 1929 promoveerde het naar de bevorderingsreeksen. De club eindigde echter troosteloos laatste met twee punten en degradeerde meteen. Vier jaar later in 1933 zou de club samen met RC Marche fuseren tot Royale Entente Marche Football Club (stamnummer 1954). Het stamnummer van Union Marche FC werd hierbij geschrapt.

## Resultaten
| Seizoen | Klasse | Klasse | Klasse | Reeks         | Punten | Opmerkingen |
|         | I      | II     | III    |               |        |             |
| ------- | ------ | ------ | ------ | ------------- | ------ | ----------- |
| 1929/30 |        |        | 14     | Bevordering C | 2      |             |